# Дорійське вторгнення
Дорі́йське вто́ргнення — умовна загальна назва міграцій грецьких племен (приблизно XII ст. до н. е.), які поклали край або співпали у часі із загибеллю мікенської цивілізації. Термін «дорійське вторгнення» або «дорійська навала» є суто науковим і використовується в літературі лише з XIX ст. В давнину історики і письменники говорили лише про «повернення Гераклідів», тобто легендарних нащадків Геракла, які привели з собою до Центральної і Південної Греції племена дорійців. При цьому Геродот стверджував, що ім'я дорійців прибульці отримали вже після свого розслення на Пелопоннесі і південних островах Егейського моря.
Дорійське вторгнення пов'язують із більш широким рухом народів моря, який охопив усе Східне Середземномор'я. Археологічними свідченнями дорійського вторгнення деякі дослідники вважають появу в Греції протогеометричної кераміки. Світоглядне відображення дорійського вторгнення знайшло у давньогрецькому міфі про Гераклідів.

## Перетворення у грецькому суспільстві
Вважають, що дорійці перейняли у ахейських греків культуру рільництва і судноплавства, залізні знаряддя праці і зброю, зокрема плуг, колісні повозки, вітрила, гончарне коло. Крім того переселенці засвоїли зачатки архітектури, храмової та фортечної.
Водночас, поява у Центральній і Південній Греції племен, серед яких досі зберігався родинно-общинний лад, спонукав до пожвавлення родових відносин у суспільстві греків і сприяв, якщо не знищенню, то швидкого розпаду ахейських держав. Замість них Греції почали складатись окремі дрібні, незалежні громади, на чолі яких стояв басилеї.
Із утворенням держав, заснованих дорійськими переселенцями, тубільці часто-густо перетворювалось на залежну верству або ж навіть невільників. Не скрізь цей процес протікав однаково. Так, у Спарті завойовникам, що в полісну добу складуть стан спартіатів, протистояли корінні лаконці, які втім були вимушені відтіснитись до кордонів області. Серед корінних спартанців виділились періеки (зберігали обмежене самоврядування, продовжували займатися ремеслом і торгівлею) та ілоти (безправне землеробське населення переважно Мессенії, фактично державні раби, оскільки вважались власністю держави і прикріплювались до наділу конкретного спартіата).
Поневолені стани, подібні до спартанських ілотів, виникали і в інших краях Греції. Зокрема, у Фессалії вони іменувались пенестами, на острові Крит — кларотами.

## Історіографія
Автором концепції «дорійського завоювання» став англійський історик Вільям Мітфорд. Під його впливом Генрі Тафнел і Джордж Люїс, які перекладали англійською з німецької роботу Карла Мюллера «Дорійці», замість мюллерівського терміна нім. einwanderung von den Doriern, досл. «міграція дорійців» застосували визначення «дорійське вторгнення». З того часу розуміння переселення дорійців як «навали», «вторгнення» або ж «завоювання» стало панівним в англомовній історичній літературі, в той час як німецькі дослідники продовжували використовувати переважно термін «міграція».
Нищівній критиці концепцію завоювання Греції дорійцями піддав Карл Белох, який стверджував, що «жодних доказів переселення народів на Грецькому півострові немає, а мікенська культура не була знищена раптовим вторгненням нецивілізованих племен, натомість шляхлом поступової еволюції трансформувалася в культуру класичної доби». Белоху опонував Едуард Меєр, який ототожнив міграції дорійців з «грецьким епізодом» загального руху «народів моря». Остаточного вигляду концепція «дорійського вторгнення» набула в роботах кінця 40-х років XX ст..
Водночас, саме в 40-х роках дослідники почали розмежовувати власне міграцію дорійців та загибель мікенської цивілізації. Вінсент Десборо зрештою дійшов висновку, що дорійці почали розселятися у Центральній і Південній Греції вже після занепаду ахейських держав. За цією концепцією, за мікенської доби могутність володарів палаців-фортець не в останню чергу визначалася їхньою здатністю контролювати запаси стратегічних металів того часу — міді, олова та їхнього сплаву — бронзи. Із здобуттям «народами моря» секрету обробки заліза, поширенням залізних знарядь та зброї монополія «господарів бронзи» була зруйнована і вони швидко втратили владу над своїми підданими. Палаци поступово перетворилися на примари, зруйновані часом та грабіжниками.
На «звільнене місце» і прийшли дорійці. Але місцеві мешканці швидше дозволяли їм оселятися на їхній землі, аніж визнавали себе переможеними. Держави, утворені переселенцями, більше нагадували крапки у морі схожих з ними невеликих державок-громад на чолі з власними басилеями, які утворилися після розпаду ахейських царств. Лише згодом, коли знадобилося обґрунтування зазіхань на владу в межах цілих областей — новітні прибульці почали «згадувати» про своє дорійське походження.
Частина дослідників вважає, що дорійці жили поруч з ахейцями і за мікенської доби, тому «дорійське завоювання» було насправді не переселенням, а соціальною революцією — повстанням упосліджених дорійців проти ахейських володарів. Але більшість істориків цієї «революційної теорії» не поділяє.